# Campionati europei di atletica leggera 1934 - Lancio del giavellotto
La gara del lancio del giavellotto maschile si è tenuta il 7 settembre.

## Classifica finale
| Pos | Nome              | Nazione   | Misura | Note |
| --- | ----------------- | --------- | ------ | ---- |
| 1   | Matti Järvinen    | Finlandia | 76.66  | WR   |
| 2   | Matti Sippala     | Finlandia | 69.97  |      |
| 3   | Gustav Sule       | Estonia   | 69.31  |      |
| 4   | Oto Jurģis        | Lettonia  | 67.60  |      |
| 5   | József Várszegi   | Ungheria  | 65.81  |      |
| 6   | Gottfried Weimann | Germania  | 65.69  |      |
| 7   | Mario Agosti      | Italia    | 58.41  |      |
| 8   | Gino Ricci        | Italia    | 56.63  |      |